# جزئی‌گرایی معرفت‌شناختی
جزئی‌گرایی معرفت‌شناختی (به انگلیسی: Epistemological particularism) دیدگاهی است که می‌گوید می‌توان چیزی را شناخت، بدون این‌که دانست چگونه شناخته می‌شود. طبق این دیدگاه، دانش فرد قبل از این‌که بداند چگونه چنین باوری می‌تواند توجیه شود، موجه است. با در نظر گرفتن این رویکرد فلسفی می‌توان قبل از پرسیدن «چگونه می‌دانیم؟» این سؤال را پرسید که «چه می‌دانیم؟» این اصطلاح در کتاب مسئله معیار اثر رودریک چیزم و در اثر شاگردش، ارنست سوسا (قایق و هرم: انسجام در مقابل مبانی در نظریه دانش) آمده است. جزئی‌گرایی در تضاد با روش‌گرایی است که به پرسش دوم پیش از پرسش اول پاسخ می‌دهد. از آن‌جا که پرسش «ما چه می‌دانیم» تلویحاً به این معناست که ما می‌دانیم، جزئی‌گرایی (particularism) در نظر گرفته می‌شود.  اساساً ضد شک‌گرایی توسط کانت در پیش‌گفتار مورد تمسخر قرار گرفت.